# استهلاك عالمي للطاقة
مصادر الطاقة والاستهلاك العالمي  (بالإنجليزية: world energy resources and consumption)‏ تنقسم أنواع إنتاج الطاقة على مستوى العالم إلي استهلاك النفط، واستغلال الفحم الحجري، واستغلال الغاز الطبيعي، واستغلال الطاقة النووية، والاستفادة من مصادر الطاقة المتجددة.

معدل استهلاك الطاقة بوحدة تيرا واط (TWh/yr (1965-2013

الاستهلاك العالمي للطاقة بتفصيل متتابع detail

استغلال الطاقة في البلاد المختلفة: وييبن الرسم البياني نسبة استهلاك الطاقة إلى الإنتاج القومي الكلي لبعض البلاد(وقد حدد الإنتاج القومي لعام 2004 ومجمل قيمة الإنتاج بالدولار الأمريكي لعام 2000)

بلغ الاستهلاك العالمي للطاقة في عام 2008 نحو 474 إكسا جول (474×1018 جول) حيث وصل نصيب إنتاج الطاقة بنسبة 80% إلى 90% من الوقود الأحفوري.
وهذا يعادل معدل استهلاك للطاقة بمقدار 15 تيرا واط (1.504×1013 واط). ولا تستفيد كل البلاد بنفس النسبة من استغلال الطاقة وبنفس الكفاءة، كما يختلف كمية الطاقة المخزونة في برميل نفط مثلا بحسب نوعه، وكذلك يعتمد الطاقة المستفادة من 1 طن من الفحم الحجري بحسب نوعه.
ومعظم الطاقة الموجودة على الأرض مصدرها أشعة الشمس. وقد احتفختزن جزء من تلك الطاقة الشمسية في الوقود الأحفوري مثل زيت البترول والفحم الحجري والغاز الطبيعي، وغاز حجر الأردواز، ويستخدم بعضها بطريقة مباشرة أو غير مباشرة. فعلى سبيل المثال يستفاد من قوة الرياح والمد والجزر وكذلك القوى المائية عن طريق توليد الكهرباء منها.
ويعني التعبير الثابت الشمسي كمية الإشعاع الكهرومغناطيسي الآتي من الشمس على المتر المربع من سطح الأرض، وهو يقاس في جو الأرض على مساحة عمودية على سقوط الأشعة السشمسية. ويتكون الثابت الشمسي من عدة مكونات للإشعاع الشمسي ولا ينحصر فقط في الطيف المرئي. وهو يقاس بالأقمار الصناعية ويقدر ب 1366 واط على المتر المربع، وينغير بمقدار 9و6 % خلال السنة، من 1412 W m−2 خلال شهر يناير إلى نحو 1321 W m−2 خلال شهر يوليو بسبب تغير المسافة بين الشمس والأرض، كما يتغير خلال اليوم الواحد بمقدار 1/1000. وبالنسبة للأرض بكاملها في مجموعها بما لها من قطر مقــداره
127400000 كيلومتر 2, يكون معدل الـــطاقة 174 الساقطة من الشمــس 174 بيتا واط (1.740×1017 واط), زائد أو ناقص 5و3 %.تلك هي الطاقة القادمة من الشمس والتي يصل منها نحو النصف إلى سطح الأرض، أي 89 بيتاواط تصل سطح الأرض.
وتختلف تقديرات الاحطياطي لعالمي من الطاقة الغير متجددة الناشئة عن الوقود الأحفوري وتقدر بنحو 0.4 يوتا جول ((1 YJ = [[جول1024 ) والوقود النووي مثل اليورانيوم تزيد عن 2.5 يوتا جول. كما تقدر كميات هائلة من كلاسريتس الميثان، فإذا أمكن استغلالها أيضا ارتفع الاحطياطي من الوقود الاحفوري إلى 0.6-3 يوتا جول.
كما تتمتع الأرض بطاقة متجددة من الشمس ويمكن استغلالها والاستفادة منها وهي تزيد عن 120 بيتا واط (8000 مرة أكبر من استهلاك عام 2004 من الطاقة)، أو نحو 8و3 يوتا جول سنويا، مما يجعل الطاقة المستفادة من الوقود الأحفوري تبدو بجانبها كالقزم.

## استهلاك الطاقة